# Vorhaltezeit
Der Begriff Vorhaltezeit findet unter anderem Verwendung im E-Mail-Bereich. Er kennzeichnet die maximale Bereithaltungsdauer von Nachrichten in einem E-Mail-Ordner, zum Beispiel im Posteingang des Postfachs. Die Vorhaltezeit wird vom Diensteanbieter vorgegeben. Nach Ablauf der Vorhaltezeit einer Nachricht wird diese aus dem Postfach entfernt. 
Die Speicherdauer einer elektronischen Nachricht ist im Gegensatz zur Vorhaltezeit abhängig von den Aktionen des Nutzers. 
Das Löschen von E-Mails durch einen Telekommunikationsanbieter kollidiert mit einigen deutschen Gesetzen und Verordnungen, zum Beispiel mit dem Telekommunikationsgesetz (TKG) und auch mit dem Teledienstedatenschutzgesetz (TDDSG).
Viele E-Mail-Dienste sind inzwischen dazu übergegangen, die Vorhaltezeit nicht mehr zu begrenzen bzw. mit der Aktivität eines Postfachs zu verknüpfen.